# 黎明退出香港樂壇頒獎禮事件
黎明退出香港樂壇頒獎禮事件是指香港歌手黎明於1999年12月12日在《Go Ahead Leon Live 99》演唱會所發表的言論，他表示從今以後不再領取香港樂壇頒獎禮的獎項，也不會出席香港樂壇頒獎禮活動，但仍會如常工作，成為繼譚詠麟、梅艷芳、張國榮之後，第四個退出角逐香港樂壇獎項的歌手。

## 事件概要
1999年12月12日，黎明在香港體育館舉行《Go Ahead Leon Live 99》尾場演唱會，在沒有知會唱片公司及經理人的情況下，突然向在場人士宣佈從今以後不再領取香港樂壇的獎項，也不會再接觸香港樂壇頒獎禮活動。黎明其後在演唱會慶功宴上表示，為了這個決定，已經考慮了4至5天，但沒有與任何人商量。黎明表示決定退出香港樂壇頒獎禮，是因為覺得自己的工作時間不夠用，希望在2000年之後可以重新開始，投入更多時間去做好音樂及電影工作，並會繼續支持香港樂壇，做好自己的本份。

## 各界反應
黎明宣佈退出香港樂壇頒獎禮後，各界人士對於黎明的決定感到突然和震驚，有人表示失望及可惜，同時也有人表示會尊重和支持黎明所作出的決定。現場觀眾聽到這個消息後，有人即時激動流淚，而大部份觀眾則給予掌聲表示支持。不少歌迷在演唱會結束後向傳媒表達自己對事件的看法，眾人均表示會尊重黎明的決定，並且會繼續支持黎明，當中有人認為黎明的音樂事業正處於高峰期，擔心此決定會影響日後的事業發展，也有人藉此批評香港樂壇頒獎禮的制度欠缺公允，浪費了歌手的時間和努力。
黎明當時所屬的新力唱片公司及經理人陳善之均表示事前並不知道黎明有此決定，認為黎明的決定是經過深思熟慮，今後可投入更多時間做好音樂及演藝工作，並表示會支持和配合。音樂創作人雷頌德起初對於黎明的決定感到愕然，隨後則覺得沒有問題，認為獎項給歌手帶來很多無形和無聊的壓力。其他歌手均表示尊重黎明的決定，有歌手認為頒獎禮只是一場遊戲，得到大眾的支持才是最實際，也有歌手認為黎明音樂事業成就已經獲得廣泛認同，獲獎與否已經不再重要，宣佈不再領取獎項，一方面可以放鬆自己，另一方面可以讓其他歌手有更多獲獎的機會。
香港四大電子媒體也就事件作出回應，電視廣播有限公司表示尊重黎明的決定，並會作出相應的安排，將黎明從音樂獎項的候選名單中剔除，但仍然希望黎明出席頒獎禮演繹「慈善金曲」；香港電台對於黎明的決定感到惋惜，並表示如果黎明獲得一些有投票數據支持的獎項或銷量大獎，會照常頒發獎項給黎明；商業電台表示會為所有發行唱片的歌手計算成績，如果獲獎就會頒發，不會因為歌手拒絕領獎而取消獲獎資格；新城電台則表示頒獎禮已有既定的制度，不會受外圍因素而改變。

## 影響
黎明是1990年代香港樂壇「四大天王」現象的代表人物之一，輿論認為黎明宣佈退出香港樂壇頒獎禮，一方面平息了各方歌迷的紛爭，另一方面使到關注香港樂壇頒獎禮的公眾減少了。有評論表示黎明不再出席頒獎禮後，缺少了大批歌迷在現場打氣，使到頒獎禮的氣氛變得冷清，甚至影響到頒獎禮的門票銷情，從而影響到受惠於門票收入的慈善機構。此外，黎明退出香港樂壇頒獎禮的決定，間接影響到其他歌手產生了同樣的念頭，張學友、郭富城、劉德華在2000年之後也相繼淡出香港樂壇頒獎禮，標誌著「四大天王」現象告一段落。

## 後續發展
黎明在宣佈退出香港樂壇頒獎禮後不足1個月，獲邀前往北京出席全球華語榜中榜頒獎禮，並領取有關的獎項，被內地記者追問為何再度領取音樂獎項。黎明解釋自己只是不再領取香港的音樂獎項，今後仍然會接受海外頒獎禮所頒發的獎項，並繼續發展音樂事業。

### 註腳列表
1. ↑  . 商業電台. 2020-12-14  [2021-06-05]. （原始内容存档于2021-06-05） （中文）.
2. ↑  . 星島日報. 1999-12-13  [2021-06-28]. （原始内容存档于2021-06-28） （中文）.
3. ↑  . 聯合早報. 1999-12-15: 49  [2025-05-05]. （原始内容存档于2025-05-04） （中文（简体））.
4. ↑  . 東方日報. 1999-12-14  [2021-06-06]. （原始内容存档于2021-06-06） （中文）.
5. ↑  . 明報. 1999-12-14  [2021-06-06]. （原始内容存档于2021-06-06） （中文）.
6. ↑  . 蘋果日報. 1999-12-13  [2021-06-06]. （原始内容存档于2021-06-06） （中文）.
7. ↑  麥佩儀. . 太陽報. 1999-12-13  [2021-06-06]. （原始内容存档于2021-06-06） （中文）.
8. ↑  . 太陽報. 1999-12-14  [2021-06-06]. （原始内容存档于2021-06-06） （中文）.
9. ↑  沈寶茜. . 太陽報. 1999-12-14  [2021-06-06]. （原始内容存档于2021-06-06） （中文）.
10. ↑  . 成報. 1999-12-13  [2021-06-06]. （原始内容存档于2021-06-06） （中文）.
11. ↑  . 成報. 1999  [2021-06-06]. （原始内容存档于2021-06-06） （中文）.
12. ↑  . 成報. 1999  [2021-06-06]. （原始内容存档于2021-06-06） （中文）.
13. ↑  . 明報. 1999-12-14  [2021-06-06]. （原始内容存档于2021-06-06） （中文）.
14. ↑  . 新明日報. 1999-12-15: 14  [2025-05-05]. （原始内容存档于2025-05-05） （中文（简体））.
15. ↑  . 明報. 1999  [2021-06-06]. （原始内容存档于2021-06-06） （中文）.
16. ↑  . 東方日報. 1999  [2021-06-06]. （原始内容存档于2021-06-06） （中文）.
17. ↑  阮翠碧. . 星島日報. 1999-12-14 （中文）.
18. ↑  . 蘋果日報. 1999-12-15  [2021-06-06]. （原始内容存档于2021-06-06） （中文）.
19. ↑  . 聯合晚報. 1999-12-15: 25  [2025-05-05]. （原始内容存档于2025-05-05） （中文（简体））.
20. ↑  . 蘋果日報. 1999  [2021-06-06]. （原始内容存档于2021-06-06） （中文）.
21. ↑  . 蘋果日報. 1999  [2021-06-06]. （原始内容存档于2021-06-06） （中文）.
22. ↑  . 東方日報. 2000-01  [2021-06-06]. （原始内容存档于2021-06-06） （中文）.
23. ↑  . 蘋果日報. 1999  [2021-06-06]. （原始内容存档于2021-06-06） （中文）.
24. ↑  . 文匯報. 1999  [2021-06-06]. （原始内容存档于2021-06-06） （中文）.
25. ↑  沈祝君. . 太陽報. 2000-01-01  [2021-06-06]. （原始内容存档于2021-06-06） （中文）.
26. ↑  南南. . 明報. 2000-01-28  [2021-06-06]. （原始内容存档于2021-06-06） （中文）.
27. ↑  騫平. . 明報. 2000-01  [2021-06-06]. （原始内容存档于2021-06-06） （中文）.
28. ↑  騫平. . 明報. 1999-12-14  [2021-06-06]. （原始内容存档于2021-06-06） （中文）.

### 書籍文獻
- Yiu-Wai Chu. . Hong Kong: Hong Kong University Press. 2017-01-01: 114, 212. ISBN 9789888390588 （英语）.